# Angarfita
L'angarfita és un mineral de la classe dels fosfats. Rep el seu nom de la localitat on va ser descoberta, al Marroc.

## Característiques
L'angarfita és un fosfat de sodi i ferro, de fórmula química NaFe3+
5(PO₄)₄(OH)₄(H₂O)₄. Cristal·litza en el sistema ortoròmbic en forma de cristalls prismàtics en forma d'agulles, amb terminacions en forma de cisell. La seva duresa a l'escala de Mohs és 2,5. Va ser aprobada per l'Associació Mineralògica Internacional l'any 2011.

## Formació i jaciments
Es troba en nóduls de fosfat a les zones intermèdies de pegmatites de granit per la reacció de solucions hidrotermals que contenen sodi amb trifilita primària. Sol trobar-se associada a altres minerals com: trifilita, lipscombita, barbosalita, jahnsita-(NaFeMg) o bederita. La seva localitat tipus es troba a Tazenakht (Souss-Massa-Draâ, Marroc), sent trobada a la pegmatita d'Angarf-Sud, que li dona nom al mineral.